# Polycarpaea jazirensis
Polycarpaea jazirensis är en nejlikväxtart som beskrevs av R.A. Clement. Polycarpaea jazirensis ingår i släktet Polycarpaea och familjen nejlikväxter. Inga underarter finns listade i Catalogue of Life.